# 斜果菊属
斜果菊属（学名：Plagiobasis）是菊科下的一个属，为多年生草本植物。该属共有3种，分布于西亚。